# Richard Stanke

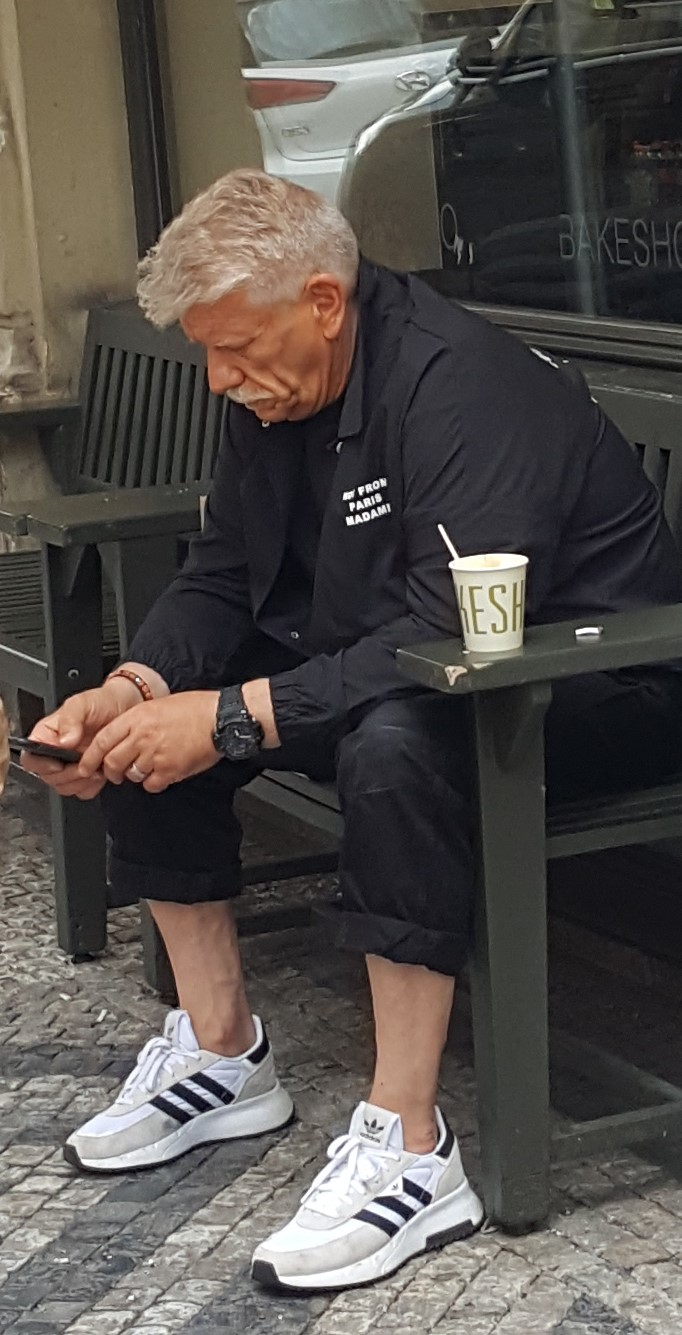
V květnu 2023 před bistrem Bakeshop v pražském Starém Městě

Richard Stanke (* 12. ledna 1967 Šaľa) je slovenský herec, komik a dabér.

## Život
Dabuje již od svých sedmi let. Herectví studoval na Vysoké škole múzických umění. Je členem činohry Slovenského narodného divadla.
Veřejně se hlásí k homosexuální orientaci, s přítelem vychovávají syna Vojtěcha.

## Filmografie, výběr
- Dievča z jazera (1978)
- Pomsta mŕtvych rýb (1980)
- Kúzelné mestečko (1982)
- Alžbetin dvor (1986)
- Obyčajný špás (1989)
- Na krásnom modrom Dunaji (1994)
- Zborovňa (seriál, 1999)
- Vadí nevadí (2001)
- FBI: Případy Sue Thomasové (dabing, 2002–2005)
- Chuckyho sémě (dabing, 2004)
- O dve slabiky pozadu (2004)
- Rodinné tajomstvá (2005)
- Ordinácia v ružovej záhrade (seriál, 2007)
- Protektor (2009)
- Partička (tv. pořad, 2009)
- Ve stínu (2012)
- Wilsonov (2015)
- Pustina (seriál, 2016)
- Modelář (2020)
- Hlava Medúzy (seriál, 2021)
- Láska hory přenáší (2022)